# فيرميلهينو
فيرميلهينو (بالبرتغالية: Carlos Vermelhinho‏) ، من مواليد 9 مارس 1959 ، لاعب كرة قدم برتغالي سابق.
لعب مع منتخب البرتغال لكرة القدم.

## روابط خارجية
- فيرميلهينو على موقع قاعدة بيانات كرة القدم.إي يو (الإنجليزية)
- فيرميلهينو على موقع ناشيونال فوتبول تيمز (الإنجليزية)
- فيرميلهينو على موقع عالم كرة القدم.نت (الإنجليزية)